# 希臘裔烏克蘭人
希臘裔烏克蘭人是居住在烏克蘭境內的希臘人，大多數居住在頓涅茨克州，尤其集中在馬里烏波爾市附近。根據2001年烏克蘭人口普查，烏克蘭有91,548名希臘人，佔人口的0.2%。早在基輔羅斯開始統治烏克蘭之前，希臘人就已經在整個黑海地區存在了。當今烏克蘭的大多數希臘人是1461年特拉布宗帝國滅亡和1828-1829年俄土戰爭期間來自本都地區的本都希臘人的後裔。
公元前6世紀，希臘人就在現在的烏克蘭黑海海岸建立了殖民地。這些殖民地與黑海周圍的各個古代民族進行貿易，包括斯基泰人、梅奧泰人、辛梅里安人、哥特人和斯拉夫人。希臘殖民地在公元前4世紀合併為博斯普魯斯王國，該王國作為羅馬的附庸國一直持續到公元4世紀。成立於公元前3世紀的本都王國控制了烏克蘭的南部，直到公元1世紀被羅馬帝國滅亡。在13世紀蒙古入侵烏克蘭南部和俄羅斯北部的草原後，希臘人只留在克里米亞山脈南坡的城鎮。克里米亞公國在14世紀初從特拉布宗帝國獲得獨立，並一直持續到15世紀被奧斯曼帝國征服。1783年俄羅斯帝國征服了克里米亞，叶卡捷琳娜二世決定將希臘人從克里米亞遷移到亞速海的北岸，在今天的馬里烏波爾市和頓涅茨克市之間為他們分配了新的領土。其他希臘人甚至更晚才抵達烏克蘭，特別是作為主要來自希臘馬其頓和希臘北部其他地區的希臘難民，他們在1946-1949年希臘內戰後逃離家園，定居在蘇聯、捷克斯洛伐克和其他東歐集團國家。到烏克蘭2001年人口普查時有91,500名希臘人，其中77,000人居住在頓涅茨克州，其他希臘人分佈在敖德薩和其他主要城市。